# Laura Ikaunieceová
Laura Ikaunieceová, lotyšsky Laura Ikauniece (* 31. května 1992 Ventspils) je lotyšská atletka, jejíž specializací je sedmiboj.

## Sportovní kariéra
První úspěchy na mezinárodní scéně zaznamenala v roce 2009. Na MS do 17 let v Brixenu vybojovala výkonem 5 647 bodů stříbrnou medaili v sedmiboji. Na Evropském olympijském festivalu mládeže ve finském Tampere získala bronzovou medaili ve skoku do výšky (182 cm). Postoupila rovněž do finále skoku do dálky, kde obsadila výkonem 612 cm 4. místo. Na juniorském mistrovství světa 2010 v kanadském Monctonu dokončila sedmiboj na 6. místě (5 618 bodů). Přes hranici šesti tisíc bodů se poprvé v kariéře dostala v roce 2011 na ME juniorů v estonském Tallinnu, kde vybojovala výkonem 6 063 bodů bronzovou medaili.

### 2012 – 2013
O rok později se prosadila na evropském šampionátu dospělých v Helsinkách. V první disciplíně, kterou byl běh na 100 metrů překážek si vytvořila výsledkem 13,53 s osobní rekord a celkově obsadila 4. místo. Osobní maxima si vylepšila v dalších čtyřech disciplínách (skok do výšky – 183 cm, běh na 200 m – 24,36 s, skok daleký – 631 cm, běh na 800 m – 2:12,82). Nejhoršího výsledku dosáhla ve vrhu koulí, kde obsadila poslední místo. V sedmi disciplínách celkově nasbírala 6 335 bodů a tímto výkonem skončila na bronzové pozici.
 Těsně pod stupni vítězů, na 4. místě skončila její krajanka Aiga Grabusteová, jež získala o 10 bodů méně. Po diskvalifikaci druhé Ukrajinky Josypenková, dostala dodatečně stříbrnou medaili. 
Na Letních olympijských hrách 2012 v Londýně si vylepšila osobní rekord v sedmiboji na 6 414 bodů, což stačilo na konečné 9. místo. Na halovém ME 2013 v Göteborgu absolvovala pětiboj (60 m přek., skok do výšky, vrh koulí, skok daleký, běh na 800 metrů), který dokončila na 10. místě (4 224 bodů). Na světové letní univerziádě v Kazani vybojovala stříbrnou medaili (6 321 bodů). Suverénní vítězkou se stala Ruska Taťána Černovová, která zvítězila výkonem o 302 bodů lepším.

### Osobní rekordy
- pětiboj – 4 346 bodů – 4. února 2012, Tallinn[6]
- sedmiboj – 6 414 bodů – 4. srpna 2012, Londýn